# Eugnamptus striatus
Espèce
Eugnamptus striatus  est une espèce d'insectes appartenant à la famille des Attelabidae.